# Svenskt Smör

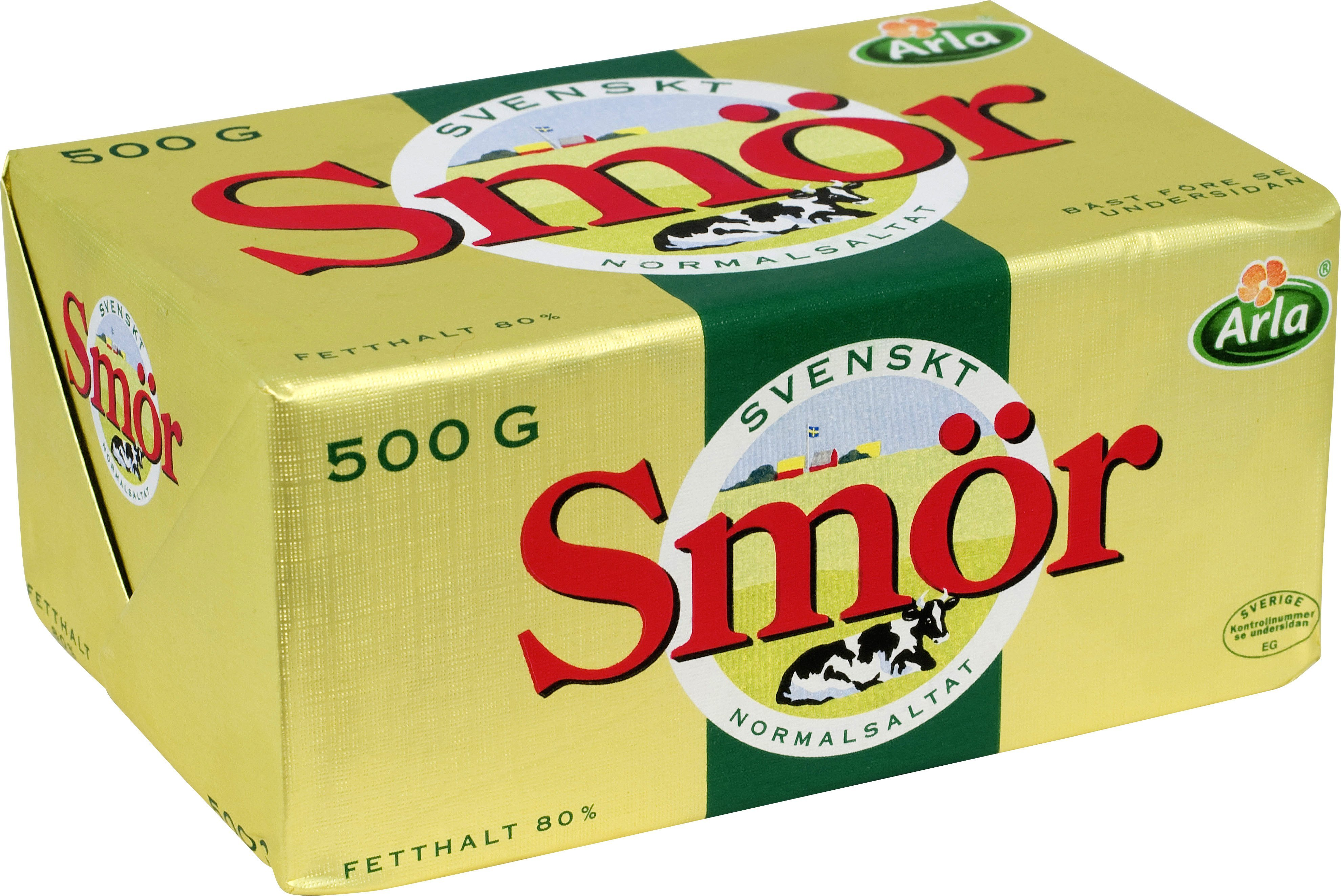
Förpackning.

Svenskt Smör är ett varumärke för smör i Sverige.
Varumärket ägdes tidigare gemensamt av de svenska mejerierna. Denna ordning hade sitt ursprung i den tidigare marknadssituationen där mejerierna var regionala monopol som samarbetade på nationellt plan om produktutveckling och varumärken. Även andra svenska mejerivarumärken samägda, som Yoggi, Lätt & Lagom och Bregott, har tidigare ägts gemensamt av mejerierna.
Länge låg ägandet på AB Svenska Smör som ägdes gemensamt av de svenska mejeriföreningarna och även ägde Bregott, och fram till 1997 även Lätt & Lagom. I december 1997 beslutade Konkurrensverket att detta samarbete var konkurrenshämmande och beordrade mejerierna att upphäva samarbetet senast utgången av 1999. Varumärket Svenskt Smör fick därefter en annan form och kunde användas som en kvalitetsstämpel. Samarbetet kring Bregott fick fortsätta och AB Svenska Smör därför under år 2000 namn till Bregott AB och fortsatte vidareutveckla det varumärket. Ägandet av Svenskt Smör fördes senare över till branschorganisationen Svensk Mjölk, också ägt gemensamt av mejerierna, som licensierade varumärket till medlemmar som tillverkade smör baserat på svensk råvara.
Mot slutet av 00-talet började mejerierna gå över till egna varumärken för smör. Skånemejerier lanserade smör under eget varumärke i september 2009. Uppgiften att marknadsföra varumärket Svenskt Smör fördes från 2011 över från Svensk Mjölk till de enskilda mejerierna.
År 2013 köptes varumärket av Arla Foods, en affär som officiellt genomfördes den 27 juni 2013. Övriga mejerier hade innan dess gått över till att sälja smör under andra varumärken.